# Для тебе
Народний художній театр пісні «Для тебе» — створений у 2007 році при Тернопільському національному економічному університеті(нині - Західноукраїнський національний університет).
Одним із основних напрямів діяльності колективу є розвиток сучасної дитячої і молодіжної української пісні.
Театр пісні «Для тебе» веде активну концертну діяльність. Він — учасник обласних та міських свят, фестивалів, концертів, театралізованих дійств, благодійних шоу-програм та акцій. Свою творчість солісти театру пісні репрезентували у Польщі, Німеччині, Швеції, Болгарії.

## Історія
Створений у 2007 як вокальна студія.
За вагомий внесок у справу виховання студентської молоді, відродження і примноження надбань національної культури у 2010 році Міністерством науки і освіти України присвоєно, а у 2015 році підтверджено звання «Народний художній колектив».

## Склад і художній керівник
У складі театру пісні — молодіжні гурти «Струни серця», «Горизонт», «Елегія», дитячі гурти «Кралечки» і «Краплинки».
Серед солістів — Тетяна Шарган, Ірина Новомлинська, Тетяна Гриник, Наталія Цар, Павло Тютюнник, Владислав Вальків, Надія Чернецька.
Художній керівник театру Алла Іванівна Бінцаровська — поет-пісняр, сценарист, режисер концертів, тематичних вечорів, свят, шоу-програм, фестивалів, музичних фільмів та різноманітних акцій; дипломант та лауреат Міжнародного літературного конкурсу «Коронація слова»; автор поетичних збірок «Не залишай мене, дитинство», «Пісня крилата — душа України», «Усмішка матусі».

## Репертуар і дискографія
У репертуарі театру пісні «Для тебе» сучасні патріотичні, духовні, ліричні пісні, музичні вистави, тематичні літературно-музичні композиції.
У творчому доробку колективу казки-мюзикли «Поспішає Весна на гостину», «Різдвяна казка відчиняє двері», «Таємниця чарівної скриньки», «Казка Різдвяного Ангелика», «Великоднє диво», «Дитячими стежинами Великого Тараса», «Якось на Великдень…», «Замулене джерельце», «Незвичайна різдвяна мрія».
За матеріалами пісенного репертуару театру пісні «Для тебе» вийшли у світ компакт-диски: «Студентська молодь — майбуття держави» (2010), «Найбільше в світі диво» (2011), «Материнська любов» (2014), «Молодь змінює світ» (2016).

## Відзнаки
Учасники театру пісні «Для тебе» є лауреатами та дипломантами міжнародних, всеукраїнських, регіональних, обласних та міських мистецьких фестивалів-конкурсів:
- VI Всеукраїнського фестивалю аматорського мистецтва (Тернопіль, 2010),
- Всеукраїнського фестивалю-конкурсу вокалістів «Пісня над Бугом» (2011),
- Міжнародного конкурсу-фестивалю творчості «Твоя казка» (Болгарія, 2012),
- Міжнародного мистецького фестивалю «Світ талантів» (Київ, 2012),
- Всеукраїнського телевізійного конкурсу «Крок до зірок» (Київ, 2013),
- регіонального фестивалю-конкурсу «Прем'єр-фест» (Тернопіль, 2012),
- Всеукраїнського фестивалю мистецтв «Україна — свята родина» (Тернопіль, 2013),
- Міжнародного конкурсу сучасної духовної пісні «Пісня серця» (Львів, 2013);
- Міжнародного телевізійного фестивалю «Вогні Львова» (Львів, 2016);
- учасники телепроєкту «Х-фактор» (Київ, 2012),
- фіналісти телепроєкту «Голос країни» (Київ, 2013).